# 淺灘 (女神卡卡和布萊德利·庫柏歌曲)
〈淺灘〉是2018年電影《星梦情深》同名原聲帶的首張單曲，由女神卡卡以及布萊德利·庫柏獻聲演唱。其中，女神卡卡與馬克·朗森、安德魯·瓦耶特、安東尼·羅蘇曼多共同創作。女神卡卡與班傑明‧萊斯（Benjamin Rice）共同製作。
單曲獲得多數評論家的正面評價，大多讚揚卡卡的歌聲、戲劇性曲風和詞曲，同時認為其值得獲多個獎項提名。〈淺灘〉在發佈後隨即空降十多個國家歌曲排行榜的榜首，包括四個歐洲國家和進入八個國家排行榜的前五。此外，單曲還贏得第76屆金球獎最佳原創歌曲和第91屆奧斯卡金像獎最佳原創歌曲，並得到第61屆葛萊美獎的四項提名，拿下最佳流行組合與最佳影視媒體作品歌曲等兩座獎項。

## 背景和製作
為了製作電影《一個巨星的誕生》的原聲帶，卡卡再次與第五張錄音室專輯——《喬安》（2016）的製作人馬克·朗森合作。其中一首歌〈淺灘〉由卡卡、朗森、美麗壞東西樂團、作曲家安東尼·羅蘇曼多以及瑞典樂團麥克史諾樂團的主唱安德魯·瓦耶特共同創作。在盧卡斯·尼爾森（Lukas Nelson）於原聲帶製作期間加入前，〈淺灘〉甚至在曲風上都與現在的大相逕庭。之後尼爾森將他的樂團——盧卡斯與真實誓約放入片中，並以布萊德利·庫柏飾演的角色傑克森·緬因（Jackson Maine）所屬樂團的身份登場。他同時亦以艾瑞克·克萊普頓為靈感，在歌曲開頭加入原聲吉他的聲音作為前奏，認為其會與卡卡於歌曲後半段的吼叫成鮮明對比。同時卡卡也前往東西方录音室協助尼爾森製作〈淺灘〉並指揮樂團。尼爾森回憶時認為，歌曲伴奏令他聯想到「鈸敲擊的那一瞬間，我們都依循著自己所懷抱的想法，在錄音室裡現場演唱。」

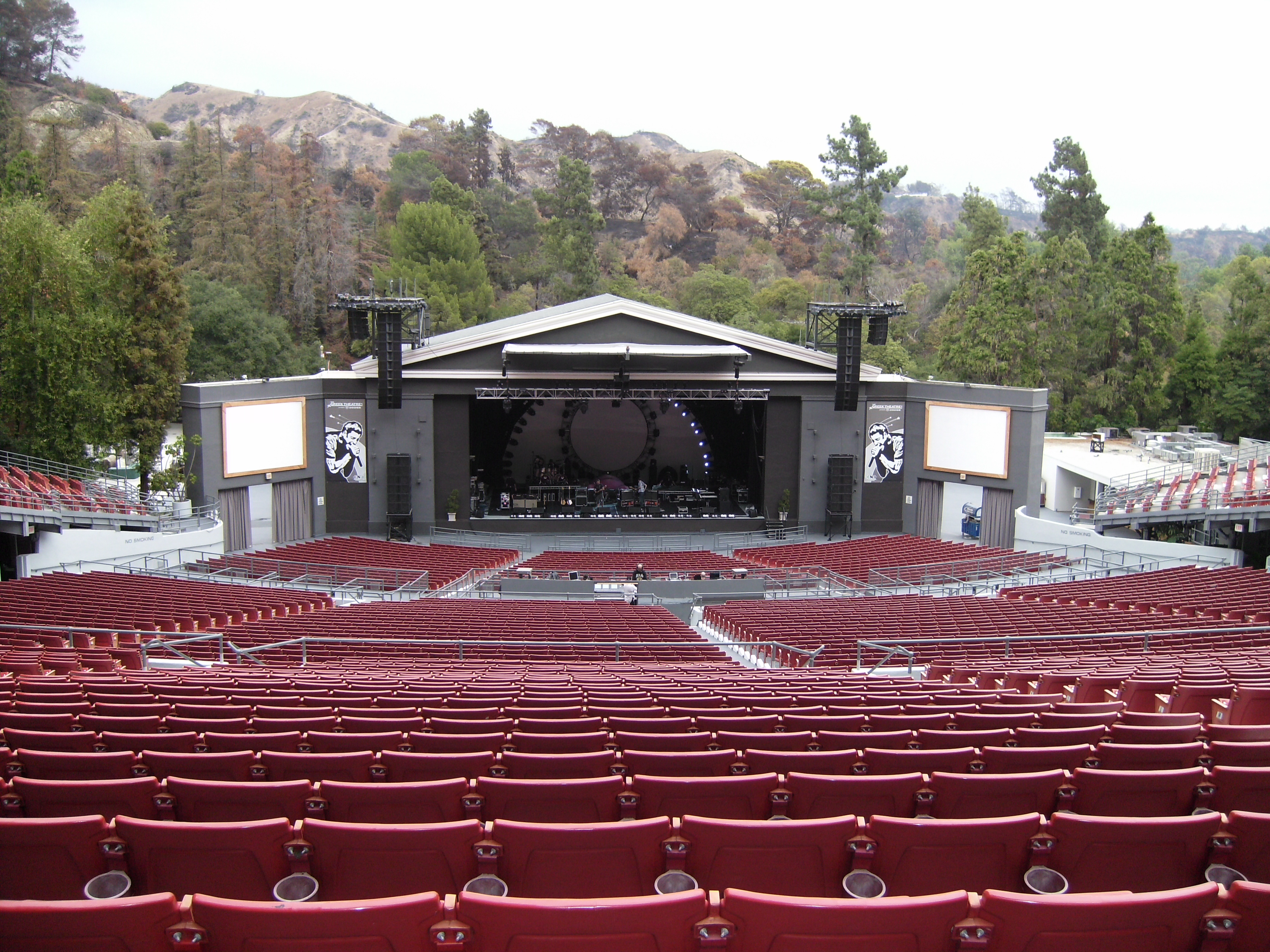
希腊剧院 (洛杉矶)，卡卡與庫柏於洛杉磯時錄製及拍攝〈淺灘〉片段的地方。

〈淺灘〉的主歌在片中由傑克森於洛杉磯希腊剧院獻唱。在該橋段中，他已經告知卡卡飾演的角色——艾莉（Ally）將會在演出中首次表演他們一起寫的歌。下一段，艾莉鼓起勇氣上台並獻唱〈淺灘〉的第二段主歌，其中包含使用實唱技巧發出副歌中的吼聲的段落。為了拍攝演唱〈淺灘〉的橋段，庫柏請了兩千名卡卡的粉絲飾演希臘劇場的觀眾。在未拍攝的演出中，卡卡為了粉絲彈奏她的鋼琴版歌曲，而真實誓約也一同在現場獻聲演唱。
卡卡將這首歌視為《一個巨星的誕生》中最重要的一段，因為〈淺灘〉描述著艾莉和傑克森的交流以及他們當下的「窘境及壓力」，以讓他們深入並遠離彼此關係的淺灘區在DJ贊恩·洛的Beats 1電台節目中，卡卡在提及〈淺灘〉時表示「以艾莉的視角來看，〈淺灘〉成為了她與傑克森墜入愛河的原因。當我為電影寫這首歌時，我必需想著艾莉的視角，就像她不是我似的。即使曲風轉流行，我也持續為她獻聲，而這與我之前所做的一切完全不同。」作為一首慢調民謠，〈淺灘〉在卡卡接唱庫柏的主歌時，其間隔加上了原聲吉他及鋼琴的伴奏。《滾石》雜誌的喬恩·布里斯坦（Jon Blistein）形容逐漸走向最後副歌時出現的兩位藝術家之間的合唱為「令人放鬆」且「印象深刻的和諧感」。〈淺灘〉以G大調作曲，曲速為
拍，其中每分鐘96拍。歌曲和弦以Em7–D/F♯–G5–C–G5–D進行，歌曲人聲則介於G3及D5之間。

## 反響
目前這首歌獲得了「一致好評」。今日美國的布萊恩·楚德（Brian Truitt）在評論中表示〈淺灘〉「不僅可能會獲得奧斯卡最佳原創歌曲提名，更是一首朗朗上口、富戲劇性的歌曲——不過老實說，這張原聲帶有許多歌曲可供奧斯卡獎提名參考——除此之外，原聲帶中將不可避免的出現多首熱單並成為卡拉OK酒吧的新寵。」 音樂網站Pitchfork的伊芙·巴羅（Eve Barlow）稱讚女神卡卡在歌曲中的表現，並同時指出「在排行榜及演藝界中會取得好的成績，也會成為卡卡在聚光燈下的全新焦點。」

## 榜單成績

〈淺灘〉成為女神卡卡在美國《告示牌》數位下載榜上持續首位時間最長的歌曲

透過美國調查公司尼爾森統計，〈淺灘〉共有12,000份的銷量，並以第14名首次登入《告示牌》數位下載榜。但由於〈淺灘〉的釋出時間恰巧為銷量計算時段的末期，導致公司統計銷量時只統計到半天的銷售量。下個星期，〈淺灘〉以5萬8千份的銷量空降數位歌曲榜冠軍（卡卡第六張數位榜冠單），此成績加上首周830萬的串流量亦幫助該曲登上《告示牌》百大單曲榜的第28名。《一個巨星的誕生》的電影原聲帶於2018年10月5日發行後，〈淺灘〉當上百大單曲榜的第五名以及透過第二周總銷量7萬1千份，也就是前周銷量增加原21%的成績連續保持數位單曲榜冠軍的位置。這同時也象徵卡卡有了第十五首登上榜單前十的歌曲、同時亦是庫柏的第一首歌曲。
加拿大方面，〈淺灘〉空降該國的數位單曲榜單冠軍，是自〈天生完美〉（2011）後，卡卡在該榜單的第五張冠軍單曲。同時其也於加拿大百強單曲榜上持續維持第16名的位置。隔週後便因為下載流量增加了原本的31%而登上數位單曲榜單冠軍。
在澳大利亞，〈淺灘〉於其首周在澳洲唱片業協會單曲榜獲得第25名，隔週後，〈淺灘〉上升至第17名。在英國，〈淺灘〉在官方榜單公司統計有共20,425份的銷量下以第13名登上英國單曲榜，並在隔周攀升至第六名。同時〈淺灘〉又出售了36,952份單曲，成為卡卡在英國第12張前十單曲。單曲第三周上升至第四名，總銷量也升至4萬2548份。〈淺灘〉同時進入了英國Airplay榜單前十，並透過電台227.87%的播放率以及4883萬的曝光次數迅速從第62名攀升至第2名。
其他地區中，〈淺灘〉在愛爾蘭榜單中榮獲冠軍，並成為了卡卡在愛爾蘭的第六張、庫柏的首張冠軍單曲。單曲藉著2千4百份數位銷量以及110萬的流量單位成為了法國最暢銷的數位下載單曲，更藉著總銷量1萬份的成績於法國唱片出版業公會單曲榜上獲得第13名。

## 發行商及製作人

### 發行部門
- 由索尼/聯合電視音樂 LLC / SG Songs LLC（BMI）/ ImageM CV / Songs of Zelig（BMI）出版
- 由Stephaniesays Music（ASCAP）/ Downtown DLJ Songs（ASCAP）by Downtown Music Publishing LLC, Whiteball Music Publishing Group / Downtown DMP Songs（BMI）出版
- 由Warner-Barham Music LLC（BMI）/ Admin by Songs of Universal（BMI）/ Warner-Olive Music LLC（ASCAP）出版
- 於希臘劇場、東西錄音室和The Village West（洛杉磯）錄製
- 於電音淑女錄音室（紐約市）混音
- 於斯特林之聲錄音室（紐約市）製作母帶

### 製作人員
- 女神卡卡– 作曲家、製作人、主唱
- 布萊德利·庫柏 – 主唱
- 馬克·朗森 – 作曲家
- 安東尼·羅蘇曼多 – 作曲家
- 安德魯·瓦耶特 – 作曲家
- 班傑明‧萊斯（Benjamin Rice）– 製作人、錄製
- 波‧博德納（Bo Bodnar） – 協助錄音
- 亞歷克斯·‧威廉斯（Alex Williams）– 協助錄音
- 湯姆‧埃爾姆赫斯特（英语：Tom Elmhirst） – 混音
- 布蘭登‧博斯特（Brandon Bost）– 混音工程師
- 藍迪‧梅里爾（Randy Merrill）– 音檔母帶製作
- 安東尼‧洛傑佛（Anthony Logerfo）– 鼓
- 科里‧麥考密克（Corey McCormick）– 貝斯
- 阿爾貝托‧波夫（Alberto Bof）– 鍵盤樂器
- 盧卡斯·尼爾森（Lukas Nelson）– 原聲吉他
- 傑西‧西本伯格（Jesse Siebenberg）– 膝上鋼棒吉他
- 愛德華多·「Tato」·梅爾加（Eduardo 'Tato' Melgar）– 打擊樂器

資料來自原聲帶內頁。

## 榜單排行
| 榜單（2018）                        | 最高 排行 |
| ----------------------------------- | --------- |
| 阿根廷百大熱單（《告示牌》）        | 77        |
| 澳大利亞（ARIA）                    | 1         |
| 奥地利（Ö3四十强单曲榜）            | 2         |
| 比利时佛兰德（Ultratip榜外單曲榜）  | 47        |
| 比利时瓦隆（Ultratip榜外單曲榜）    | 31        |
| 加拿大（Canadian Hot 100）          | 3         |
| 加拿大（《告示牌》Canada AC）       | 42        |
| 加拿大（《告示牌》Canada Hot AC）   | 45        |
| 克羅埃西亞Airplay（HRT）            | 48        |
| 捷克（百強數位單曲榜）              | 1         |
| 歐洲（《告示牌》數位榜）            | 1         |
| 法國（SNEP）                        | 13        |
| 德国（德國官方單曲榜）              | 11        |
| 希臘（國際唱片業協會數位榜）        | 2         |
| 匈牙利（四十強單曲榜）              | 1         |
| 匈牙利（四十強串流榜）              | 2         |
| 愛爾蘭（愛爾蘭唱片音樂協會）        | 1         |
| 義大利（義大利音樂產業聯盟）        | 3         |
| 盧森堡（《告示牌》數位單曲榜）      | 2         |
| 墨西哥（《告示牌》Airplay）         | 20        |
| 荷兰（百强单曲榜）                  | 36        |
| 紐西蘭（RMNZ熱單榜）                | 18        |
| 葡萄牙（葡萄牙唱片業協會单曲榜）    | 28        |
| 蘇格蘭（官方榜单公司單曲榜）        | 1         |
| 斯洛伐克（電台百強單曲榜）          | 22        |
| 斯洛伐克（百強數位單曲榜）          | 1         |
| 南韓（Gaon國際數位下載榜）          | 64        |
| 西班牙（西班牙音樂製作協會）        | 34        |
| 瑞典（瑞典最熱榜）                  | 3         |
| 瑞士（瑞士热门音乐榜）              | 1         |
| 英國（官方榜单公司單曲榜）          | 4         |
| 美国（《告示牌》百大單曲榜）        | 1         |
| 美國（《告示牌》成人當代單曲榜）    | 25        |
| 美國（《告示牌》Adult Pop Airplay） | 18        |

## 釋出歷史
| 地區     | 釋出日        | 形式          | 廠牌       | 参文   |
| -------- | ------------- | ------------- | ---------- | ------ |
| 全球     | 2018年9月27日 | 數位下載 串流 | 新視鏡唱片 | [ 2 ]  |
| 義大利   | 2018年5月10日 | 當代熱單電台  | 環球唱片   | [ 58 ] |
| 英國     | 2018年5月13日 | 當代熱單電台  | 新視鏡唱片 | [ 59 ] |
| 美國     | 2018年5月15日 | 熱門成人音樂  | 新視鏡唱片 | [ 60 ] |
| 美國     | 2018年5月16日 | 當代熱單電台  | 新視鏡唱片 | [ 61 ] |
| 澳大利亞 | 2018年5月18日 | 當代熱單電台  | 新視鏡唱片 | [ 62 ] |

## 外部連結
- YouTube上的Lady Gaga, Bradley Cooper – Shallow (A Star Is Born)